# Blenina umbrata
Blenina umbrata är en fjärilsart som beskrevs av Embrik Strand 1917. Blenina umbrata ingår i släktet Blenina och familjen trågspinnare. Inga underarter finns listade i Catalogue of Life.